# Udmurtische Autonome Sozialistische Sowjetrepublik

Udmurtien

Die Udmurtische ASSR (Udmurtische Autonome Sozialistische Sowjetrepublik) war eine autonome Sowjetrepublik in der Russischen Sozialistischen Föderativen Sowjetrepublik (RSFSR) innerhalb der Sowjetunion. Sie bestand von 1934 bis 1991. Das Gebiet liegt nördlich des unteren Kama, ist 42.100 Quadratkilometer groß und wird heute von etwa 1,7 Millionen Menschen bewohnt. Die Hauptstadt war Ischewsk. Die Region ist durch Land- und Forstwirtschaft geprägt. Es werden aber auch Eisen und Kohle abgebaut. Die Udmurten machen nur etwa ein Drittel der Bevölkerung aus, trotzdem war die udmurtische Sprache zweite Amtssprache. 
Seit 1991 ist die Region als Republik Udmurtien ein Föderationssubjekt Russlands.